# Ершов, Юрий Алексеевич
Ю́рий Алексе́евич Ершо́в (29 августа 1934, Веселево, Московская область — 5 мая 2020, Москва) — советский и российский химик, профессор, доктор химических наук, заслуженный деятель науки Российской Федерации (1996), член-корреспондент РАЕН. Редактор и один из авторов первого в России учебника «Общая химия» (1993) и практикума по общей химии для медвузов, выдержавший 15 переизданий. Создал научную школу. С 1979 по 2002 годы — член ученого и диссертационного советов ММА им. И. М. Сеченова, с 2002 года — МГТУ им. Баумана.

## Биография
Юрий Алексеевич Ершов родился 29 августа 1934 года в деревне Веселёво (ныне — в Заокском районе Тульской области). Окончил с золотой медалью среднюю школу в г. Серпухове Московской области.
В 1957 году с отличием окончил химический факультет Горьковского госуниверситета, в 1960 г.— аспирантуру Института химической физики АН СССР. В 1961 году защитил диссертацию на соискание ученой степени кандидата химических наук, а в 1978 — доктора химических наук.

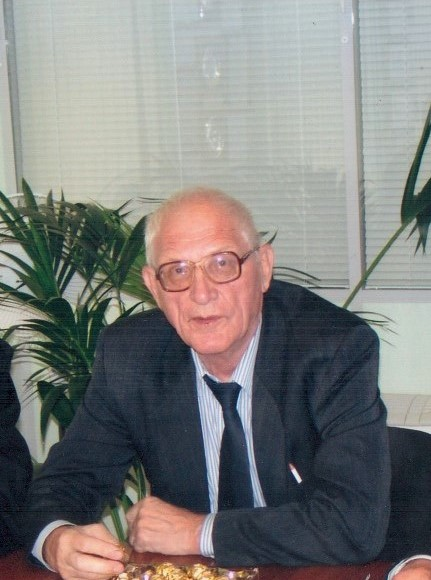
Юрий Ершов на заседании ученого совета

До 1978 года Ю. А. Ершов работал в Институте химической физики, затем в Московской текстильной академии. С 1978 по 1999 год — заведующий кафедрой неорганической, физической и коллоидной химии Московской медицинской академии им. И. М. Сеченова, с 1999 года — профессор кафедры физической, коллоидной и аналитической химии.
С 2002 года — профессор кафедры БМТ-2 «Медико-технические информационные технологии» МГТУ им. Н. Э. Баумана.
Более 40 лет вёл педагогическую работу. Редактор и один из авторов первого в стране учебника «Общая химия», выдержавший 15 переизданий, и практикума по химии для студентов медико-технических специальностей. Им были подготовлены и читались курсы лекций по биохимии и биотехнологии, теории биотехнических систем. Долгое время входил в состав экспертного совета ВАК РФ. Большую работу Юрий Алексеевич вел в редколлегиях журналов «Физическая химия» и «Заводская лаборатория», был ответственным секретарём журнала «Физическая химия».
Член диссертационных советов ММА им. И. М. Сеченова и МГТУ им. Н. Э. Баумана, был членом редколлегии «Журнала физической химии». Под его руководством защищено 5 докторских и 15 кандидатских диссертаций.

### Увлечения и хобби

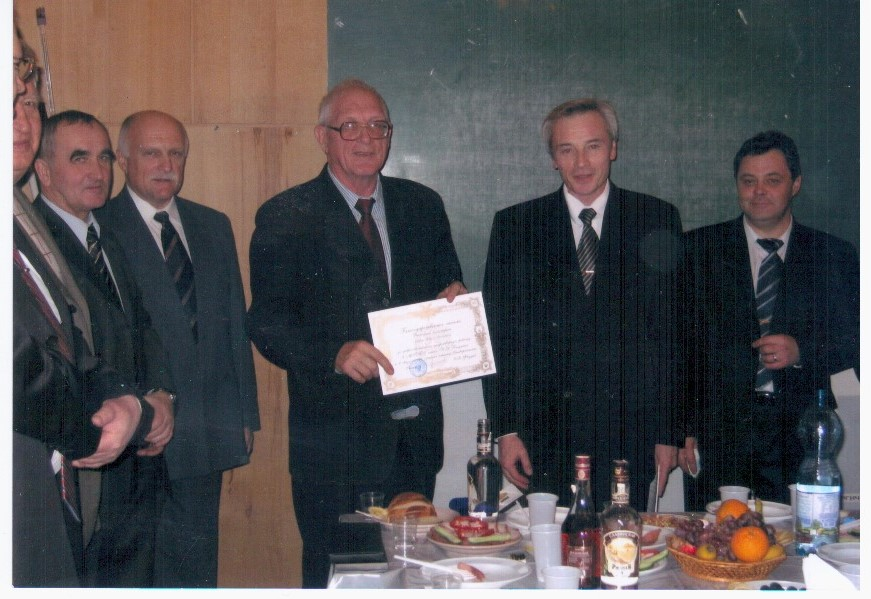
МГТУ им. Баумана. С коллегами по факультету «Биомедицинская техника»

Инструктор по водному туризму. Более 40 лет водил походы по озеру Селигер и Верхневолжским озёрам.
Бард, автор стихов, рассказов и песен, таких как:
- «Вода Селигерская»,
- «А я люблю сказки»,
- «Ты такая молодая»,
- «Сегодня снова ветер»
- «Рассвет нас не ждёт»
- «Уравновесь весы»
- «Ты что загрустил, ветеран»
- «Вот осень снова подобрела»
- «Снова в путь»

Рассказы:
- «Раздоры»,
- «Страстная пятница»,
- «Рыжуха»,
- «Тоскливая погода» и др.

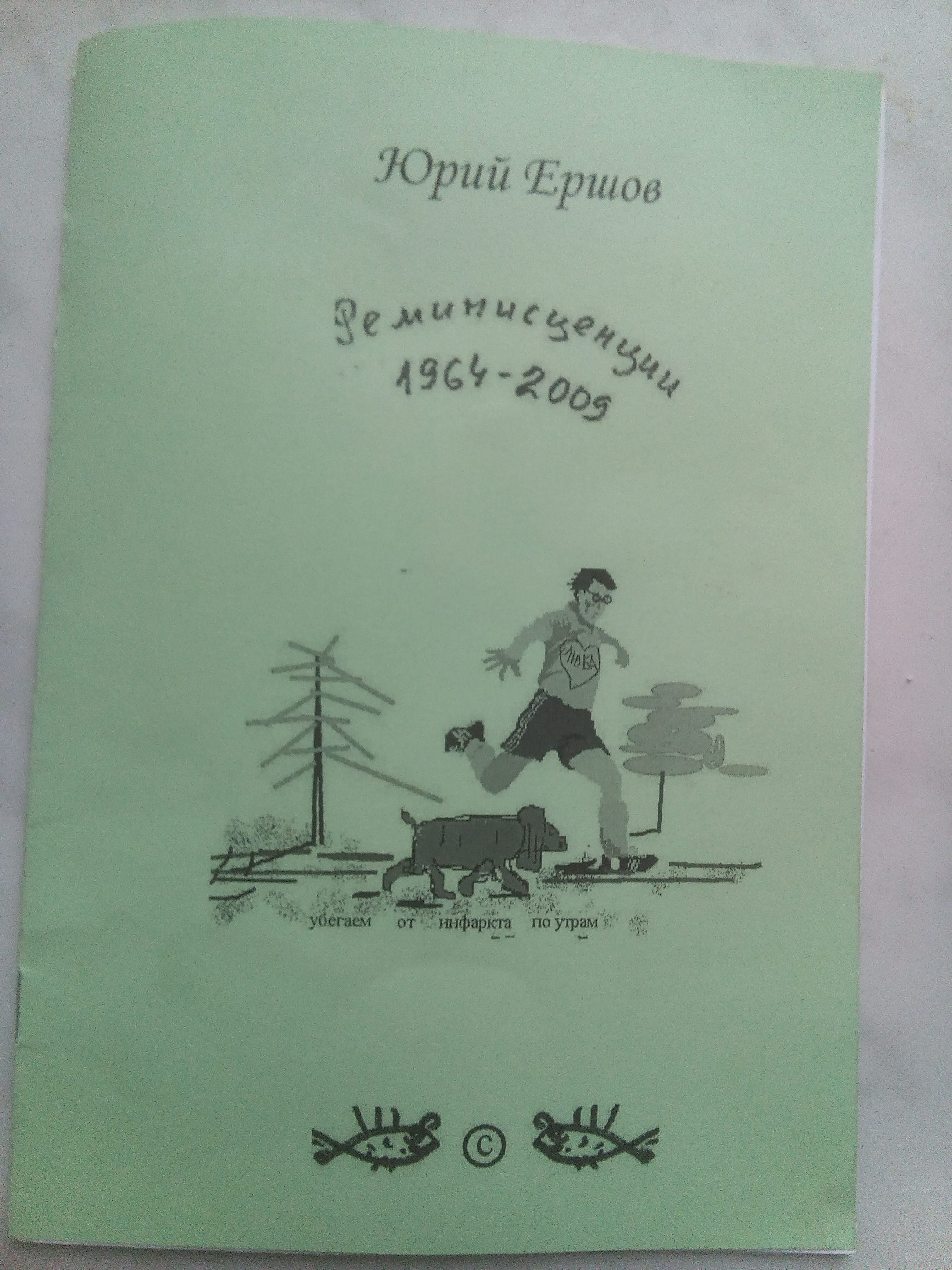
Реминисценции. Сборник стихов и рассказов

Скончался 5 мая 2020 года в Москве после тяжёлой болезни.

## Научная деятельность
В сферу научных интересов Ю. А. Ершова входили:
- Стволовая клеточная терапия
- Дозирование цитостатиков
- Имплантаты для костной ткани
- Глюкометрия
- Экотоксикология
- Теория растворов
- Биологическое время
- Стабилизация полимеров
- Термодинамика квазиравновесий в биологических системах
- Кинетика и термодинамика биохимических и физиологических процессов
- Ультразвук в медицине

Его исследования были связаны с математическим моделированием, изучением динамики медико-биологических объектов, токсических воздействий на организмы и популяции, диагностикой системных заболеваний, медикаментозным воздействием, фармакологией, теорией растворов, экотоксикологией, а также с разработкой технологий синтетических имплантатов, перевязочных материалов, сложных лекарственных форм.
Профессор Ю. А. Ершов в течение последних 20 лет своей жизни занимался теоретическим и экспериментальным исследованием стабильности физико-химических и биологических систем. Его работы по созданию полимерных материалов обобщены в научных отчетах, аналитических обзорах и монографии Стабилизация термостойких полимеров (1979). Эти работы стали теоретической базой и источником сведений, необходимых для производства изделий из полимеров, в том числе медицинского назначения. Ряд разработок защищен авторскими свидетельствами: фотостабилизаторы для полипропилена, антиоксиданты для твердого топлива, медицинский клей Сульфакрилат, стабилизация витаминных препаратов.
В монографии Термодинамика квазиравновесий в биологических системах (1983) сформулированы принципы оценки стабильности биологических систем с иерархической структурой, которые позволяют прогнозировать адаптационные возможности таких систем. Обширный цикл исследований посвящен воздействию химических веществ на различные организмы, проблемам биомониторинга в промышленных зонах и разработке методов прогнозирования экологических нарушений. Под руководством Ю. А. Ершова, по заданию МЗ СССР, проведено эпидемиологическое обследование токсичных элементов в костной ткани населения промышленных районов, научный отчет послужил основой планирования медико-биологических мероприятий для районов с опасным уровнем техногенных загрязнений, а также разработаны типовые правила безопасной работы с химическими веществами в учебных и научных лабораториях учебных заведений ГУУЗа, учитывающие медико-фармацевтическую специфику.

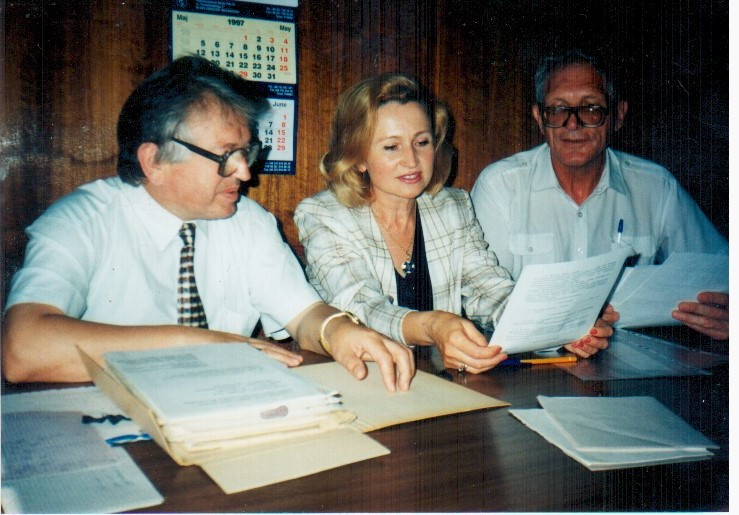
1 ММА им. Сеченова .ВА. Попковым и Т.В, Плетенёвой

Существенный вклад в медицинскую науку внесли исследования Ю. А. Ершова и его учеников по комбинированному токсическому действию химических агентов, которые обобщены в монографии Механизмы токсического действия неорганических соединений (1989). Важным вкладом в физико-химическую биологию является монография Кинетика и термодинамика биохимических и физиологических процессов (1990). Введено представление об интегральных метаболических путях, которое применено для разработки метода диагностики заболеваний на основе динамических исследований уровня метаболитов в крови и моче. Важным научным достижением Ю. А. Ершова является разработка квазихимической теории развития биологических популяций разных видов под действием химических веществ — ингибиторов и промоторов роста. Эта теория может служить фундаментом оптимального управления ростом популяции природных и промышленных биоценозов в биотехнологии, а также основой количественной фармакологии и токсикологии.

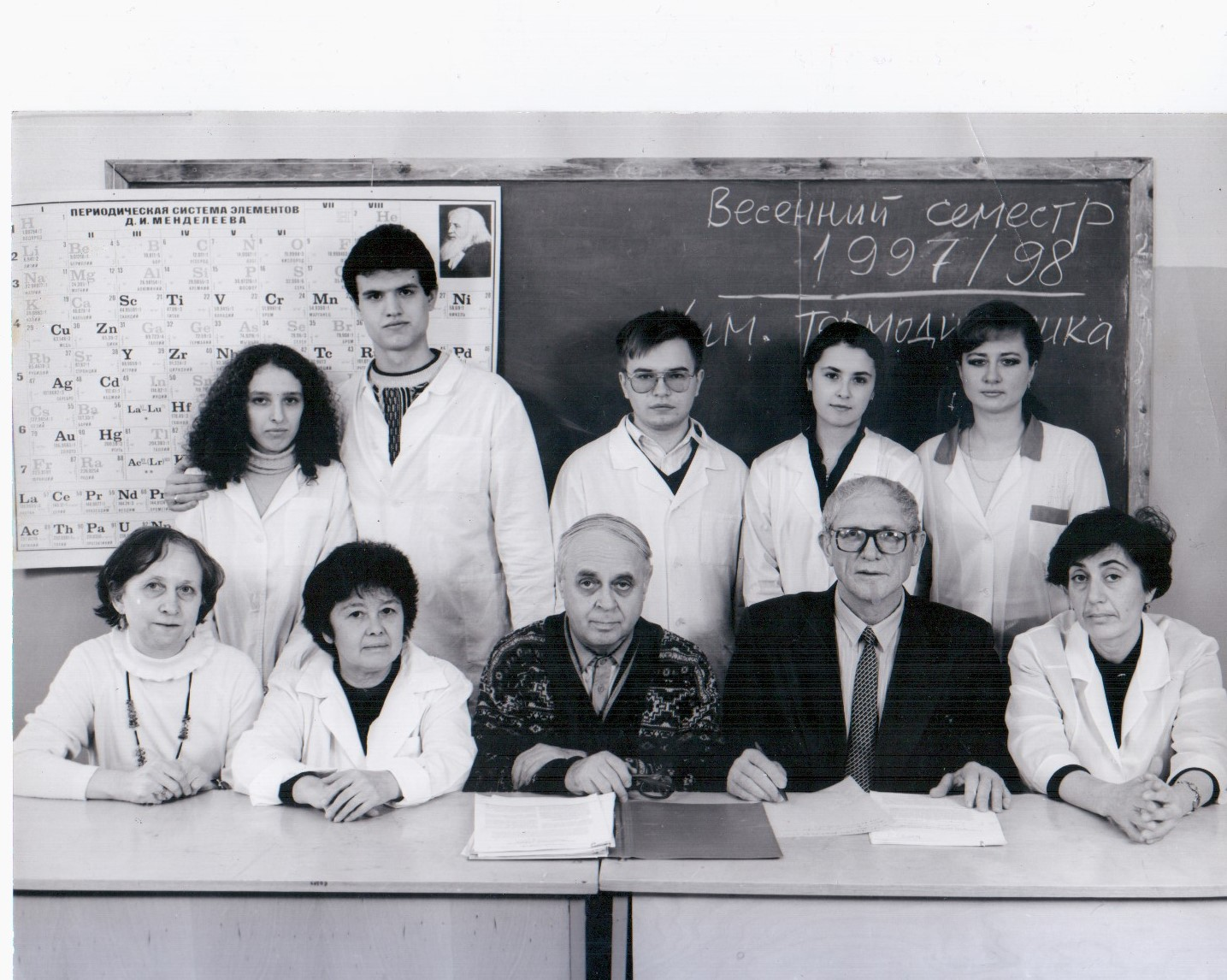
Кафедра неорганической, физической и коллоидной химии 1 ММА им. И. М. Сеченова

Существенный вклад в биомедицинскую науку внесли исследования Ю. А. Ершова по созданию синтетических костных имплантатов. Сформулированы принципы оценки стабильности биотехнических систем с иерархической структурой, которые позволяют прогнозировать адаптационные возможности таких систем. Обширный цикл исследований посвящен воздействию химических веществ на различные организмы, проблемам биомониторинга в промышленных зонах и разработке методов прогнозирования экологических нарушений. Имя Юрия Алексеевича как ученого-системщика заняло свое место среди создателей системного анализа — академиков Вернадского, Сукачева и Анохина. Также профессор Ершов воплотил в жизнь принцип Оккама, отстаивая Гиббсовскую термодинамику, что позволило создать энтропийное описание феномена времени и вычислить максимальное времени жизни живых существ в рамках квазиравновесного приближения классической термодинамики.

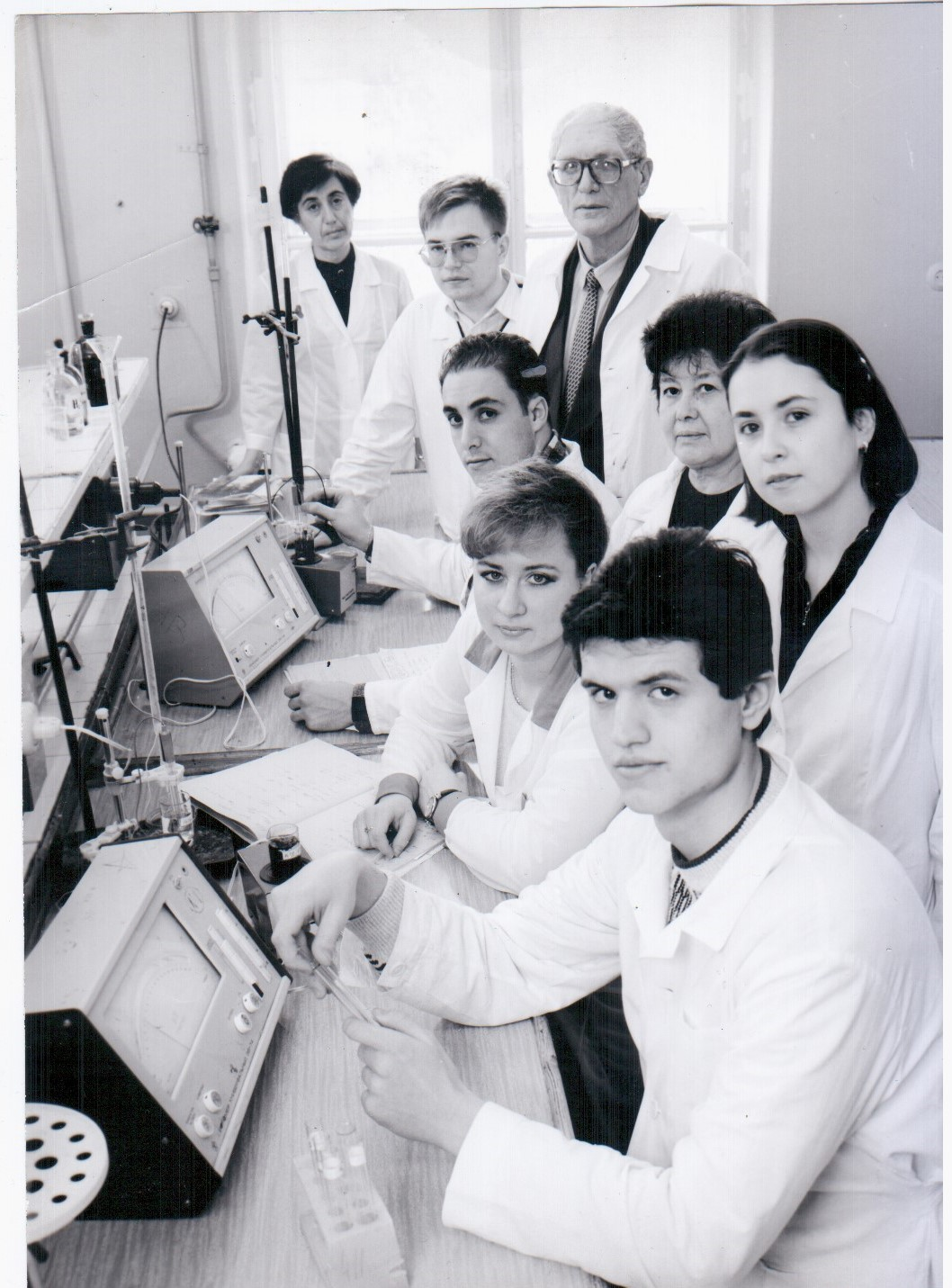
I ММА им. Сеченова. Занятия со студентами в корпусе на 5-й Парковой ул

## Основные работы
Автор более 300 научных публикаций, 9 монографий и учебников, ряда авторских свидетельств и патентов
Учебники
- Общая химия (учебник для студентов медвузов) под редакцией Ю. А. Ершова (коллективный труд) Соавторы Попков В. А. Берлянд А. С. , Книжник А. З. , Михайличенко Н. И.- печ.-М, ВШ 1993 −555 c.-
- Общая химия (учебник для студентов медвузов) под редакцией Ю. А. Ершова Соавторы Попков В. А. Берлянд А. С. , Книжник А. З. — печ.-М, ВШ 2002, 3-е изд. Исправленное и дополненное.-555 c.-.
- Ю. А. Ершов Общая биохимия и спорт: учебник / М.: Издательство МГУ 2010 г.
- Общая химия: Биофизическая химия. Химия биогенных элементов: учебник для бакалавров под ред. Ю. А. Ершова Соавторы: Попков В. А. Берлянд А. С. М.: Издательство Юрайт, 2011
- Ю. А. Ершов, Н. И. Зайцева Основы биохимии для инженеров. учебник М.: Изд. МГТУ им. Н. Э. Баумана, 2010.
- Ю. А. Ершов, Щукин С. И. Основы анализа биотехнических систем учебник М.: Изд. МГТУ им. Н. Э. Баумана, 2011.
- Ю. А. Ершов Коллоидная химия. Учебники М.: Издательство Геотар-Медиа, 2012
- Акопян В. Б. Ершов Ю. А. Основы взаимодействия ультразвука с биологическими объектами (Ультразвук в медицине, ветеринарии и экспериментальной биологии),М., Из-во РГТУ им Баумана, 2006, 223 С.
- Акопян В. Б., Ершов Ю.А Основы взаимодействия ультразвука с биологическими объектами (ультразвук в медицине, ветеринарии и экспериментальной биологии). М., Изд-во РГТУ им. Н. Э. Баумана, 2005, 300 с.
- Ершов Ю. А. Основы молекулярной диагностики. Метаболомика. Изд-во ГЭОТАР-Медиа 2016 г.

Монографии
- Ю. А. Ершов. Термодинамика квазиравновесий в биологических системах М.,ВИНИТИ 1983
- Ю. А. Ершов, Гладышев Г. Шустова О. А.Стабилизация высокотермостойких полимеров. М.: Химия, 1979
- Ю. А. Ершов, Плетенева Т. В. Механизмы токсического действия неорганических соединений. М.: Медицина, 1989, 285 с.
- Ю. А. Ершов, Н. Н. Мушкамбаров Кинетика и термодинамика биохимических и физиологических процессов. М: Медицина, 1990.